# Zamkowy duszek
Zamkowy duszek (ang. Little Ghost) – amerykańsko-rumuński film familijny z 1997 roku.

## Treść[1]
Kevin Forrester marzy o tym, by jego matka, znana aktorka, spędzała z nim więcej czasu i poświęcała więcej uwagi. Pewnego dnia Kevin jedzie z matką do Europy, gdzie w opuszczonym zamczysku mają się rozpocząć zdjęcia do jej nowego filmu. Na miejscu okazuje się, że zamek jest nawiedzony.

## Główne role[1]
- Kristina Wayborn - Christine
- Jim Fitzpatrick - Tony
- Laura Bruneau - Joanna
- Luc Leestemaker - Paweł
- Jameson Baltes - Kevin
- Sally Kirkland
- Florin Chiriac - Fotograf